# صنعت ماهیگیری در نیوزیلند

نقشه کف دریا در اطراف نیوزیلند

همانند سایر کشورها، منطقه اقتصادی انحصاری ۲۰۰ مایل دریایی نیوزیلند، حقوق ماهیگیری ویژه‌ای را به صنعت ماهیگیری این کشور می‌دهد. این منطقه ۴٫۱ میلیون کیلومتر مربع را پوشش می‌دهد. این ششمین منطقه بزرگ در جهان است و چهارده برابر مساحت نیوزیلند است.

منطقه نیوزیلند توپوگرافی زیر آب غنی و به‌طور غیرمعمول پیچیده‌ای دارد. بیش از ۱۵۰۰۰ گونه دریایی در آنجا زندگی می‌کنند که حدود ده درصد از تنوع زیستی جهان را تشکیل می‌دهد. بسیاری از این گونه‌ها مهاجر هستند، اما انزوای نیوزیلند همچنین به این معنی است که بسیاری از گونه‌های دریایی منحصر به نیوزیلند هستند. 

## آمار
شیلات وحشی نیوزیلند در سال ماهیگیری ۲۰۰۶/۲۰۰۷، ۴۴۱۰۰۰ تن صید کرد و بیش از ۱ میلیارد دلار نیوزیلند از صادرات آن درآمد کسب کرد. آبزی‌پروری صدف، ماهی سالمون و صدف خوراکی نیز ۲۲۶ میلیون دلار دیگر درآمد داشته است. این امر، غذاهای دریایی را به پنجمین منبع درآمد صادراتی بزرگ این کشور تبدیل کرد.
به ازای هر نیوزیلندی، حدود دو تُن ماهی در شیلات نیوزیلند وجود دارد. هر ساله کمی کمتر از ده درصد از این ذخایر برداشت می‌شود. در سال ماهیگیری ۲۰۰۶/۰۷، ۱۳۱۶ کشتی ماهیگیری تجاری و ۲۲۹ شرکت فرآوری و دریافت ماهی دارای مجوز وجود داشت که ۷۱۵۵ نفر را استخدام می‌کردند. حدود ۱٫۲ میلیون نفر یا ۳۱ درصد از نیوزیلندی‌ها، حداقل گاهی اوقات، به ماهیگیری تفریحی می‌پردازند و سالانه حدود ۲۵۰۰۰ تن ماهی صید می‌کنند.

## توسعه تاریخی
صنعت ماهیگیری نیوزیلند به‌طور سنتی، صنعتی ساحلی بود که عمدتاً به بازار داخلی محدود می‌شد و کشتی‌های کوچک و دستی مانند قایق‌های کفال‌ماهیان را ترجیح می‌داد. از سال ۱۹۳۸ تا ۱۹۶۳، یک سیستم صدور مجوز وجود داشت که شامل کنترل تجهیزات و منطقه می‌شد. از دهه ۱۹۶۰، آب‌های فراساحلی، خارج از ۱۲ مایل دریایی دریای سرزمینی آن زمان، توسط کشتی‌های ماهیگیری ژاپنی، تایوانی، کره جنوبی و شوروی مورد بهره‌برداری قرار گرفت.
در سال ۱۹۷۷، منطقه اقتصادی انحصاری ۲۰۰ مایل دریایی ایجاد شد. این مناطق به این دلیل ایجاد شدند که کشورها خواهان محافظت در برابر کشتی‌های ماهیگیری خارجی بودند. از آنجا که قلمرو نیوزیلند شامل جزایر چاتهام و دیگر جزایر بیرونی است، منطقه انحصاری اقتصادی آن ۴٫۱ میلیون کیلومتر مربع است که ششمین منطقه ماهیگیری بزرگ در جهان محسوب می‌شود.
این منبع عظیمی بود و انتظارات بالا بود. شیلات ساحلی بیش از حد مورد بهره‌برداری قرار گرفته بود و جستجو برای شیلات جدید فراساحلی در جریان بود. شرکت‌های نیوزیلندی شروع به سرمایه‌گذاری مشترک با شرکت‌های خارجی کردند. خدمه‌های ماهیگیری ترال از کشورهای دیگر به نیوزیلندی‌ها یاد می‌دادند که چگونه در آب‌های عمیق ماهیگیری کنند و در عوض سهمی از صید را به دست می‌آوردند.

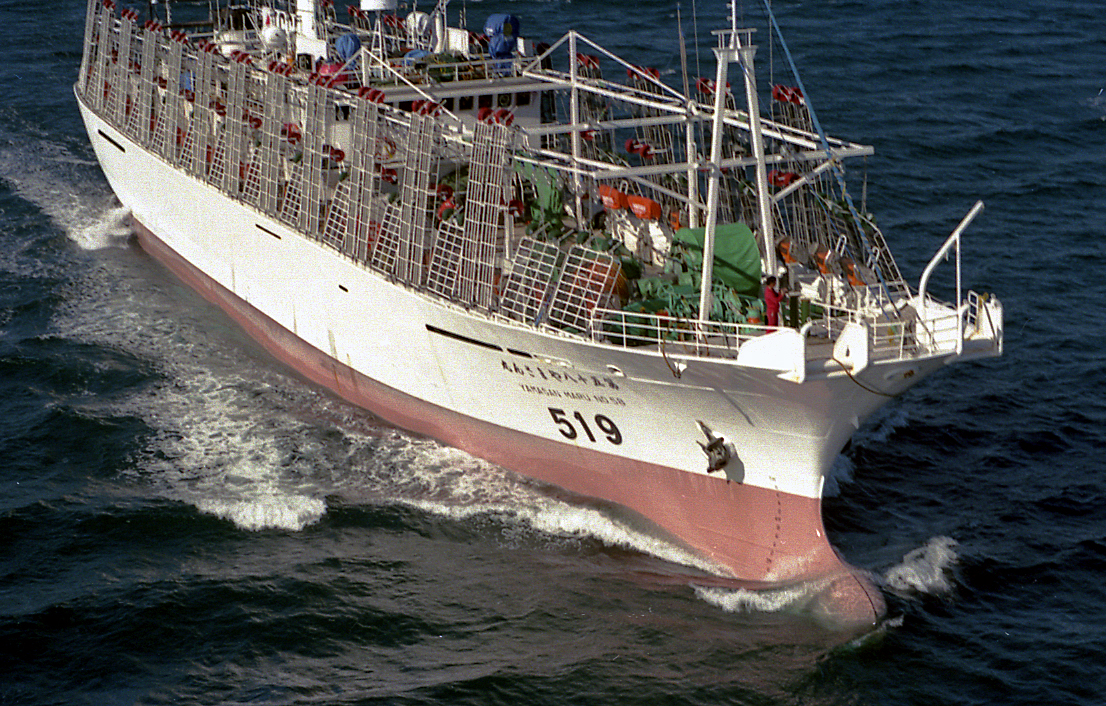
جیگر ماهی مرکب در تنگه کوک

تا سال ۱۹۸۰، پیامدهای سیاست «بزرگ فکر کن» برای صنعت ماهیگیری کاملاً آشکار شد. مل کورتنی، نماینده مجلس از حوزه انتخابیه نلسون و رئیس کمیته فرعی شیلات حزب مخالف در امور تولید و بازاریابی، با تأکید بر اینکه «این سیاست در حال فروپاشی است»، نظر بسیاری را بیان کرد. «صنعت چنان سریع گسترش یافت که با قایق‌های بسیار زیاد، بیش از حد سرمایه‌گذاری شد… ناوگان ساحلی گسترش یافت و قایق‌های سرمایه‌گذاری مشترک و معاف از عوارض، فشار بیشتری وارد کردند»
ماهیگیری ترال در آب‌های عمیق بسیار مکانیزه است و معمولاً برای راه‌اندازی کشتی‌های ترال کارخانه‌ای مدرن، سرمایه‌گذاری هنگفتی مورد نیاز است. این کشتی‌ها هر چیزی را که روی عرشه گرفته می‌شود، پردازش می‌کنند. حتی دل و روده و سر ماهی‌ها به پودر ماهی تبدیل می‌شود که آنقدر ارزشمند است که به آن «طلای قهوه‌ای» می‌گویند. در جاهای دیگر، شیلات‌های عمده، مانند شیلات ماهی کاد در نیمکره شمالی، در حال فروپاشی بودند. شرکت‌های ماهیگیری در نیوزیلند توانستند کشتی‌های ماهیگیری مازاد را با قیمت ارزان خریداری یا اجاره کنند. در عین حال، فروپاشی شیلات شمال منجر به نیاز برآورده نشده بازار جهانی به ماهی سفید با کیفیت شد. هوکی و رافی نارنجی از نیوزیلند مورد تقاضا بودند.
در سال ۱۹۸۶، نیوزیلند اولین کشوری بود که سیستم مدیریت سهمیه‌بندی (QMS) مبتنی بر حقوق مالکیت را معرفی کرد. در حال حاضر (۲۰۰۸) ۱۲۹ گونه وجود دارد که به صورت تجاری هدف قرار گرفته‌اند. حدود ۶۰ گروه گونه با سهمیه QMS برای ماهیگیران سنتی مائوری و تعداد مشابهی برای ماهیگیران تفریحی وجود دارد. شیلات از طریق قانون شیلات مصوب ۱۹۹۶ مدیریت می‌شود که قوانین و مقررات را تعیین می‌کند و سیستم مدیریت کیفیت تا آوریل ۲۰۱۲ توسط وزارت شیلات اداره می‌شد و سپس در وزارت صنایع اولیه ادغام شد.

## گاهشمار
- دهه ۱۷۹۰: شکارچیان فک و نهنگ از راه رسیدند.
- ۱۸۷۵: شکار فک به یک فصل کوتاه سالانه محدود شد.[۶]
- ۱۸۹۴: حفاظت از جمعیت فک‌های خزدار به دلیل کاهش تعداد آنها.
- ۱۹۰۸: قانون شیلات ۱۹۰۸ تصویب شد.
- ۱۹۷۷: قانون دریای سرزمینی و منطقه انحصاری اقتصادی تصویب شد.
- ۱۹۷۹: قانون حفاظت از پستانداران دریایی به اجرا درآمد.
- ۱۹۸۳: قانون شیلات ۱۹۸۳ لازم‌الاجرا شد (سیستم سهمیه‌بندی ماهیگیری را برقرار می‌کند).
- ۱۹۸۶: سیستم مدیریت سهمیه‌بندی (QMS) برای حفظ ذخایر ماهی در منطقه اقتصادی انحصاری معرفی شد.
- ۱۹۸۹: قانون شیلات مائوری تصویب شد.
- ۱۹۹۲: قانون حل و فصل دعاوی شیلات (معاهده ویتانگی)
- ۱۹۹۶: قانون شیلات ۱۹۹۶ تصویب شد (هرچند بخش‌هایی از آن فقط به صورت پراکنده در چند سال آینده به اجرا درآمدند).
- ۲۰۰۰: توقف برنامه‌های جدید کشاورزی دریایی، در ابتدا به مدت دو سال.
- ۲۰۰۳: وزارت کشاورزی و جنگلداری، وزارت محیط زیست و شرکت فونترا توافقنامه لبنیات و جریان‌های پاک را امضا کردند.[۷]
- ۲۰۰۴: پس از تصویب قانون اصلاحات آبزی‌پروری (لغو و مقررات انتقالی) ۲۰۰۴، مهلت قانونی برای مزارع دریایی لغو شد.
- ۲۰۰۵: اولین حکم کیفری برای کشتن یک فک خزدار صادر شد.
- ۲۰۰۵: به سی و پنج قایق ماهی مرکب دستور داده شد که از مناطق ماهیگیری زیر قطب جنوب خود به بندر برگردند زیرا یک آیین‌نامه داوطلبانه طراحی شده برای حفاظت از پرندگان دریایی را نقض کردند.
- ۲۰۰۶: صنعت ماهیگیری نیوزیلند محدودیت‌هایی را برای صید ترال کف پیشنهاد کرد.
- ۲۰۰۶: درخواست مأموران شیلات نیوزیلند برای اجازه حمل باتوم و اسپری فلفل رد شد.[۸]
- ۲۰۰۷: کوسه‌های سفید بزرگ در منطقه اقتصادی انحصاری نیوزیلند تحت حفاظت قرار گرفتند
- ۲۰۰۷: صید ترال کف در مناطق منتخب ممنوع شد.
- ۲۰۰۷: شیلات ماهی نارنجی رنگ بسته شد تا ذخایر ماهی احیا شود.

## برای مطالعهٔ بیشتر
- دِ آلسی م (2012) «اقتصاد سیاسی حقوق و ادعاهای ماهیگیری: تجربه مائوری در نیوزیلند» مجله تغییر کشاورزی، 12 (2-3): 390–412.doi:10.1111/j.1471-0366.2011.00346.xdoi: 10.1111/j.1471-0366.2011.00346.x
- گیبس ن و استوکس ک (۲۰۰۶) پیامدهای تخصیص مجدد: نمونه‌های موردی از کنفرانس اشتراک‌گذاری ماهی نیوزیلند ۰۶.
- گزینه‌های فراساحلی: مدیریت اثرات زیست‌محیطی در منطقه اقتصادی انحصاری نیوزیلند، بایگانی‌شده  در ۲۰۰۸-۱۰-۱۴ توسط Wayback Machine ژوئن ۲۰۰۵، مرجع ME603.
- پینکرتون، مت و لیوینگستون، مری (2004) مدل‌سازی تغذیه‌ای برای شیلات پایدار نیوزیلند، آب و جو، جلد ۱۲، شماره ۲ - ژوئن ۲۰۰۴
- وضعیت به‌روز شده ذخایر ماهی نیوزیلند، شیلات نیوزیلند - به‌روزرسانی شده در ۱۵ دسامبر ۲۰۲۱.
- به سوی فهمی عمیق‌تر، بایگانی‌شده  در ۲۰۲۱-۱۲-۱۵ توسط Wayback Machine گزارش گروه آب‌های عمیق ۲۰۲۱